# Piratapuias
Os Piratapuias são um grupo indígena que habita o Noroeste do estado brasileiro do Amazonas, mais precisamente nas bacias dos rios Tiquié y Papuri, nas Áreas Indígenas de Alto Rio Negro, Médio Rio Negro I, Médio Rio Negro II, Jurubaxi-Tea, Taracuá e Yauareté I, bem como nos departamentos de Vaupés e Guaviare na Colômbia.